# Sportvagns-VM 2012
Sportvagns-VM 2012 (en. 2012 FIA World Endurance Championship) är den första säsongen av internationella bilsportförbundet FIA:s världsmästerskap i sportvagnsracing. Mästerskapet ersätter Intercontinental Le Mans Cup och omfattar 8 deltävlingar.

## Tävlingskalender
| Datum        | Tävling               | Segrare LMP1 Team                               | Segrare LMP2 Team                                  | Segrare GT Pro Team                                | Segrare GT Amateur Team                         |
| Datum        | Tävling               | Segrare LMP1 Förare                             | Segrare LMP2 Förare                                | Segrare GT Pro Förare                              | Segrare GT Amateur Förare                       |
| ------------ | --------------------- | ----------------------------------------------- | -------------------------------------------------- | -------------------------------------------------- | ----------------------------------------------- |
| 17 mars      | Sebring 12-timmars    | Audi Sport Team Joest                           | Starworks Motorsport                               | AF Corse                                           | Team Felbermayr-Proton                          |
| 17 mars      | Sebring 12-timmars    | Tom Kristensen Allan McNish Rinaldo Capello     | Ryan Dalziel Enzo Potolicchio Stéphane Sarrazin    | Andrea Bertolini Marco Cioci Olivier Beretta       | Christian Ried Paolo Ruberti Gianluca Roda      |
| 5 maj        | Spa 6-timmars         | Audi Sport Team Joest                           | ADR-Delta                                          | Team Felbermayr-Proton                             | Team Felbermayr-Proton                          |
| 5 maj        | Spa 6-timmars         | Romain Dumas Loïc Duval Marc Gene               | John Martin Robbie Kerr Tor Graves                 | Marc Lieb Richard Lietz                            | Christian Ried Paolo Ruberti Gianluca Roda      |
| 16-17 juni   | Le Mans 24-timmars    | Audi Sport Team Joest                           | Starworks Motorsport                               | AF Corse                                           | Larbre Compétition                              |
| 16-17 juni   | Le Mans 24-timmars    | André Lotterer Benoît Tréluyer Marcel Fässler   | Enzo Potolicchio Ryan Dalziel Tom Kimber-Smith     | Giancarlo Fisichella Gianmaria Bruni Toni Vilander | Patrick Bornhauser Julien Canal Pedro Lamy      |
| 26 augusti   | Silverstone 6-timmars | Audi Sport Team Joest                           | ADR-Delta                                          | AF Corse                                           | AF Corse-Waltrip                                |
| 26 augusti   | Silverstone 6-timmars | André Lotterer Benoît Tréluyer Marcel Fässler   | John Martin Jan Charouz Tor Graves                 | Giancarlo Fisichella Gianmaria Bruni               | Piergiuseppe Perazzini Marco Cioci Matt Griffin |
| 15 september | São Paulo 6-timmars   | Toyota Racing                                   | Starworks Motorsport                               | AF Corse                                           | Team Felbermayr-Proton                          |
| 15 september | São Paulo 6-timmars   | Alexander Wurz Nicolas Lapierre                 | Ryan Dalziel Enzo Potolicchio Stéphane Sarrazin    | Giancarlo Fisichella Gianmaria Bruni               | Christian Ried Paolo Ruberti Gianluca Roda      |
| 29 september | Bahrain 6-timmars     | Audi Sport Team Joest                           | PeCom Racing                                       | AF Corse                                           | Team Felbermayr-Proton                          |
| 29 september | Bahrain 6-timmars     | André Lotterer Benoît Tréluyer Marcel Fässler   | Nicolas Minassian Luís Pérez Companc Pierre Kaffer | Giancarlo Fisichella Toni Vilander                 | Christian Ried Paolo Ruberti Gianluca Roda      |
| 14 oktober   | Fuji 6-timmars        | Toyota Racing                                   | ADR-Delta                                          | Team Felbermayr-Proton                             | Larbre Compétition                              |
| 14 oktober   | Fuji 6-timmars        | Alexander Wurz Nicolas Lapierre Kazuki Nakajima | John Martin Tor Graves                             | Marc Lieb Richard Lietz                            | Patrick Bornhauser Julien Canal Pedro Lamy      |
| 28 oktober   | Shanghai 6-timmars    | Toyota Racing                                   | ADR-Delta                                          | Aston Martin Racing                                | Larbre Compétition                              |
| 28 oktober   | Shanghai 6-timmars    | Alexander Wurz Nicolas Lapierre                 | John Martin Tor Graves Mathias Beche               | Stefan Mücke Darren Turner                         | Patrick Bornhauser Julien Canal Pedro Lamy      |

## Slutställning
| Klass      | Förare                                        | Märke   | Team                 |
| ---------- | --------------------------------------------- | ------- | -------------------- |
| LMP1       | André Lotterer Benoît Tréluyer Marcel Fässler | Audi    |                      |
| LMP2       |                                               |         | Starworks Motorsport |
| GT Pro     |                                               | Ferrari | AF Corse             |
| GT Amateur |                                               |         | Larbre Compétition   |